# Schlacht bei Quatre-Bras
Frühjahrsfeldzug 1813
Lüneburg – Möckern – Halle – Großgörschen – Gersdorf – Bautzen – Reichenbach – Nettelnburg – Haynau – Halberstadt – Luckau
Herbstfeldzug 1813

Großbeeren – Katzbach – Dresden – Hagelberg – Kulm – Dennewitz – Göhrde – Altenburg – Wittenberg – Wartenburg – Liebertwolkwitz – Leipzig – Torgau – Hanau – Hochheim – Danzig
Winterfeldzug 1814

Épinal – Colombey – Brienne – La Rothière – Champaubert – Montmirail – Château-Thierry – Vauchamps – Mormant – Montereau – Bar-sur-Aube – Soissons – Craonne – Laon – Reims – Arcis-sur-Aube – Fère-Champenoise – Saint-Dizier – Claye –  Paris
Sommerfeldzug von 1815

Quatre-Bras – Ligny – Waterloo – Wavre – Paris
Die Schlacht bei Quatre-Bras fand am 16. Juni 1815 im Rahmen der Koalitionskriege im heutigen Belgien statt. Bei dem kleinen Ort Quatre-Bras südlich von Waterloo verteidigten britische, niederländische und deutsche Truppen unter Sir Arthur Wellesley, Herzog von Wellington, die dortige Straßenkreuzung gegen die französischen Truppen der Grande Armée unter dem Kommando von Marschall Ney. Gleichzeitig fand die Schlacht von Ligny zwischen französischen Truppen der Grande Armée unter Napoleon und preußischen Truppen unter dem Kommando des Feldmarschalls Blücher wenige Kilometer entfernt statt. Durch die Kämpfe um Quatre Bras wurde Wellington daran gehindert, sein Versprechen an die Preußen zu erfüllen, ihnen im Falle eines Angriffs durch Napoleon zur Hilfe zu kommen.

## Napoleons Rückkehr von Elba
Napoleon war am 1. März 1815 von seinem Exil auf der Insel Elba in der Hoffnung, den Kaiserthron zurückzuerobern, nach Frankreich zurückgekehrt. Bereits am 25. März verpflichteten sich Preußen, Großbritannien, Russland und Österreich, ihre Armeen zu mobilisieren und Napoleons Hoffnungen ein Ende zu bereiten. In ganz Europa wurden Truppen in einem nie dagewesenen Ausmaß mobilisiert, um Napoleon zu stoppen. Allein 700.000 Mann der Verbündeten waren zum Einsatz in den Feldarmeen eingeplant, weitere 250.000 Soldaten sollten im rückwärtigen Raum eingesetzt werden. Um einer Vereinigung aller Armeen gegen sich zu entgehen und kein ähnliches Szenario wie im Feldzug von 1814 zu erleben, entschloss sich Napoleon zu einem präventiven Militärschlag, wobei er damit rechnete, seine Gegner auf Augenhöhe nacheinander schlagen zu können.

Nachdem die als „Armée du Nord“ bezeichnete 128.000 Mann starke Grande Armée in der Nacht vom 14./15. Juni die französische Grenze nach Norden zum Königreich der Vereinigten Niederlande überschritten hatte, kam es am 15. Juni zu ersten Scharmützeln zwischen preußischen und französischen Truppen bei Charleroi, Gilly und Gosselies. Auch vor Quatre-Bras kam es in den Abendstunden zum Zusammenstoß französischer Kavallerie und nassauischer Infanterie. Noch in der Nacht wurde der 2. niederländisch-nassauischen Infanterie-Division befohlen, bei Quatre-Bras Stellung zu beziehen.

## Der Morgen vor der Schlacht
Diese niederländisch-belgisch-nassauische Infanterie-Division besetzte sowohl die Ortschaft Quatre-Bras als auch einen vorgelagerten Pachthof. In westlicher Richtung wurde der ausgedehnte Wald besetzt, in östlicher Richtung hinter einem Gewässer, angelehnt an den Waldrand, eine Verteidigungsposition bezogen. Über Quatre-Bras mussten auf der Straße nach Namur die Verstärkungen der anglo-alliierten Armee unter Wellington zu ihren preußischen Verbündeten marschieren. Noch am Morgen des 16. Juni 1815 garantierte Wellington bei einem Treffen mit Blücher in der Windmühle von Bussy, dass er ihn unterstützen werde, solange er nicht selbst angegriffen werde. Eben zur Sicherung seiner linken Flanke ließ Napoléon Marschall Ney den Auftrag erteilen, Quatre-Bras zu erobern und diese Verbindungslinie zu kappen.

## Die gegnerischen Truppen
Angegeben sind die Befehlshaber und die unterstellten Soldaten, wobei diese Angaben gerundet sind.

### Die Franzosen
- II. Korps unter General Reille (21.000 Mann) mit folgenden Divisionen

- 5. Infanterie-Division Bachelu (4400)
- 6. Infanterie-Division Jérôme Bonaparte (7900) eingetroffen gegen 15 Uhr
- 9. Infanterie-Division Foy (5300)
- 2. Kavallerie-Division Piré (1850)

Die 7. Infanterie-Division unter Divisionsgeneral Girard (3941) wurde in der Schlacht von Ligny eingesetzt.
- III. Kavallerie-Korps Kellermann (3800)

- 11. Kavallerie-Division L’Héritier (1900)
- 12. Kavallerie-Division d’Hurbal (1700)

zunächst war nur die 2. Brigade der 11. Kavallerie-Division verfügbar, die anderen drei Brigaden erreichten das Schlachtfeld teilweise erst zum Ende der Schlacht
- Leichte Kavallerie-Division der kaiserlichen Garde Lefebvre-Desnouettes

Zwischen Quatre-Bras und Ligny
- I. Korps Drouet d’Erlon diese Truppen nahmen weder in dieser noch in der Schlacht von Ligny teil, da sie aufgrund überlappender Befehle den ganzen 16. Juni zwischen beiden Schlachten hin- und hermarschierten.

### Die Alliierten
- I. Korps unter dem Prinzen von Oranien

- 1. britische Garde-Infanterie-Division Cooke (4000)

- 1. britische Garde-Brigade Maitland (1600) auf dem Schlachtfeld nach 17 Uhr angekommen
- 2. britische Garde-Brigade Byng (2300) auf dem Schlachtfeld nach 17 Uhr angekommen

- 3. britische Infanterie-Division Alten

- 5. britische Brigade Halkett (2500) auf dem Schlachtfeld ca. 16 Uhr angekommen
- 2. Brigade der King’s German Legion (KGL) Ompteda (2100) auf dem Schlachtfeld nach 19 Uhr angekommen
- 1. hannoversche Brigade Kielmannsegg (3300) auf dem Schlachtfeld ca. 16 Uhr angekommen

- 2. niederländisch-nassauische Infanterie-Division Perponcher (7700)

- 1. Brigade Bijlandt (3300)
- 2. Brigade Bernhardt von Sachsen-Weimar (4500)
- 2. leichte Kavallerie-Brigade van Merlen (1050) (nach Angriffsbeginn verfügbar, aber normalerweise der niederländischen Kavallerie-Division unterstellt, deren weitere Einheiten aber bei Nivelles standen)

- Armee-Reserve

- 5. britische Infanterie-Division Picton auf dem Schlachtfeld gegen 15 Uhr angekommen

- 8. britische Brigade Kempt (2600)
- 9. britische Brigade Pack (2600)

- 4. hannoversche Brigade Best (3300) auf dem Schlachtfeld gegen 15 Uhr angekommen
- Braunschweigische Korps (darunter das Braunschweigische Leibbataillon) unter Friedrich Wilhelm, genannt der „Schwarze Herzog“ (6900), gegen 16:00 auf dem Schlachtfeld eingetroffen
- Nassauische Kontingent (2800) unter Kruse

beide Verbände langten kurz nach 16 Uhr auf dem Schlachtfeld an
- britische Kavallerie

- 1. Brigade unter Somerset, 2. Brigade unter Ponsonby, 4. Brigade Vandeleur und 6. Brigade Vivian ohne großen Einfluss auf das Ergebnis der Schlacht erreichte nach 19 Uhr britische Kavallerie das Schlachtfeld

## Die Schlacht

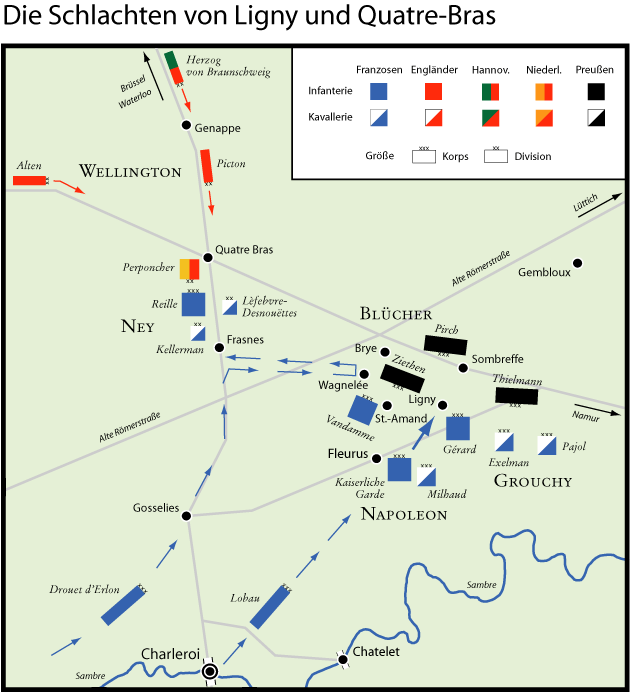
Taktische Karte der Schlacht von Ligny

### Schlachtbeginn
Den eigentlichen Schlachtbeginn markierte der Vormarsch der Franzosen am frühen Nachmittag gegen 14 Uhr, wobei sie sich an der Hauptstraße nach Brüssel orientierten. Die weit auseinander gezogenen und aufgefächerten niederländisch-belgischen Truppen veranlassten die Franzosen, nach rechts auszuweichen. Angriffsziel war dennoch die Einnahme von Quatre-Bras und damit der Straßenkreuzung, um so die Verbindungslinie zu den Preußen zu unterbrechen. Zwar gelang das durch die 5. französische Infanterie-Division unter Bachelu ausgeführte Umgehungsmanöver teilweise, was die Franzosen in Sichtweite von Quatre-Bras brachte. Doch der gleichzeitige Frontalangriff der 9. Infanterie-Division brachte die Situation, welche vermieden werden sollte. Die französischen Truppen hatten nun die im Wald postierten niederländisch-nassauischen Truppen unter Bernhard von Sachsen-Weimar in der Flanke. Diese Bedrohung sollte erst einmal beseitigt werden.

Beide Seiten erhielten Verstärkung, die Franzosen durch die 6. Infanterie-Division unter Jérôme Bonaparte, die Briten durch Kavallerie und die 5. britische Division unter Picton sowie die 4. hannoversche Brigade. Wenig später erreichte nahezu das gesamte braunschweigische Korps das Schlachtfeld. Wellington ließ die Division Picton an Quatre Bras anlehnen, die Braunschweiger rückten teilweise in den Wald an der linken Flanke der Franzosen ein oder bezogen vor Quatre Bras Stellung. Um den französischen Infanterieangriff vor Quatre-Bras zu stoppen, wurde die niederländisch-belgische Kavallerie eingesetzt. Deren Angriff wurde von französischer Kavallerie gestoppt, die einsetzende Verfolgung der französischen Kavallerie wurde von der britischen Infanterie zusammengeschossen.
Um das blutige Patt zu beenden, ließ Ney seine französischen Truppen sammeln und unter massiertem Artilleriefeuer, begleitet von Kavallerie, wieder Quatre Bras angreifen. Während die britischen Regimenter standhielten, brachen Teile der braunschweigischen Infanterie ein. Auch Gegenangriffe braunschweigischer Kavallerie brachten keine Entlastung. Um seine Soldaten zu sammeln und die Ordnung wiederherzustellen, ritt der Herzog von Braunschweig-Lüneburg zu diesem bedrohten Punkt vor Quatre-Bras. Vor Quatre-Bras erhielt er eine tödliche Verwundung. Obwohl er von drei Soldaten (Korporal Külbel, Hornist Aue und Jäger Reckau) sofort hinter die Linien gebracht wurde, erlag er noch am selben Abend seinen Verletzungen. Die Verfolgung der flüchtenden braunschweigischen Truppen übernahm die Kavallerie-Division Piré. Deren Angriff brach wiederum im Feuer britischer Infanterie zusammen, wobei dennoch das 42. britische Infanterie-Regiment (Black Watch) schwerste Verluste erlitt, während das 44. britische Regiment beinahe seine Fahne verlor.

In dieser kritischen Situation erreichten weitere anglo-alliierte Verstärkungen das Schlachtfeld. Die 1. britische Garde-Division, daneben die 5. britische Brigade unter Halkett, das Nassauische Kontingent und die 1. hannoversche Brigade sowie Artillerie. Diese Truppen verstärkten kurz darauf die Positionen um Quatre-Bras. Da Ney keine Verstärkungen erwarten konnte, da das I. französische Korps aufgrund sich überschneidender Befehle wiederum die Richtung nach Ligny änderte, befahl er einen Reiterangriff. Die leichte französische Gardereiterei sollte geschont werden, deshalb war nur eine Kürassier-Brigade verfügbar. Deren Angriff wurde nun durch Ney angeordnet. Diese Kürassiere erreichten die gerade in Position gehende 5. britische Brigade unter Halkett. Deren 33. und 69. britisches Infanterie-Regiment hatten große Verluste, teilweise verursacht durch einen unglücklichen Befehl des Prinzen von Oranien, wodurch das 69. Regiment in Linie überrascht wurde und die Truppenfahne verlor, was in der damaligen Zeit als besondere Schande galt. Das 33. Regiment flüchtete in den Bois de Bossu, wo es von Halkett persönlich wieder gesammelt wurde, wobei er die King's Colour des Regiments schwang. Halketts andere Karrees, gehalten von dem 30. und dem 73. Regiment, hielten stand. Die französischen Kürassiere konnten beinahe die Kreuzung einnehmen, auch war eine Bresche in die alliierte Abwehr geschlagen worden. Doch auch dieser französischer Angriff brach im Feuer britischer Infanterie und Artillerie zusammen. Dem Kavallerieangriff folgte kein Infanterieangriff nach, weswegen die Bresche in der anglo-alliierten Front nicht den Zusammenbruch von Wellingtons Armee nach sich zog. Zeitgleich wurde Ney in Kenntnis gesetzt, dass sein I. Korps endgültig Richtung Ligny abmarschieren sollte, um an der Schlacht von Ligny teilzunehmen.

### Britischer Gegenangriff
Gegen 18:30 Uhr begann der britische Generalangriff, welchen Wellington nach Abwehr der letzten französischen Angriffe befohlen hatte. Die britische Gardeinfanterie kämpfte sich in den Wald an der linken Flanke der Franzosen vor, britische Infanterie rückte entlang der Straße von Brüssel nach Süden vor. Zusätzlich erhielt Wellington weitere Verstärkung durch die 2. Brigade der King’s German Legion (KGL). Die pure Masse der britischen Truppen drückte die französischen Truppen zurück. Doch die nach und nach eintreffende französische Kavallerie konnte das Schlimmste verhindern. Die Kämpfe endeten nach Einbruch der Dunkelheit, wobei die britischen Truppen im Besitz des Schlachtfeldes blieben.

## Bedeutung und Verluste

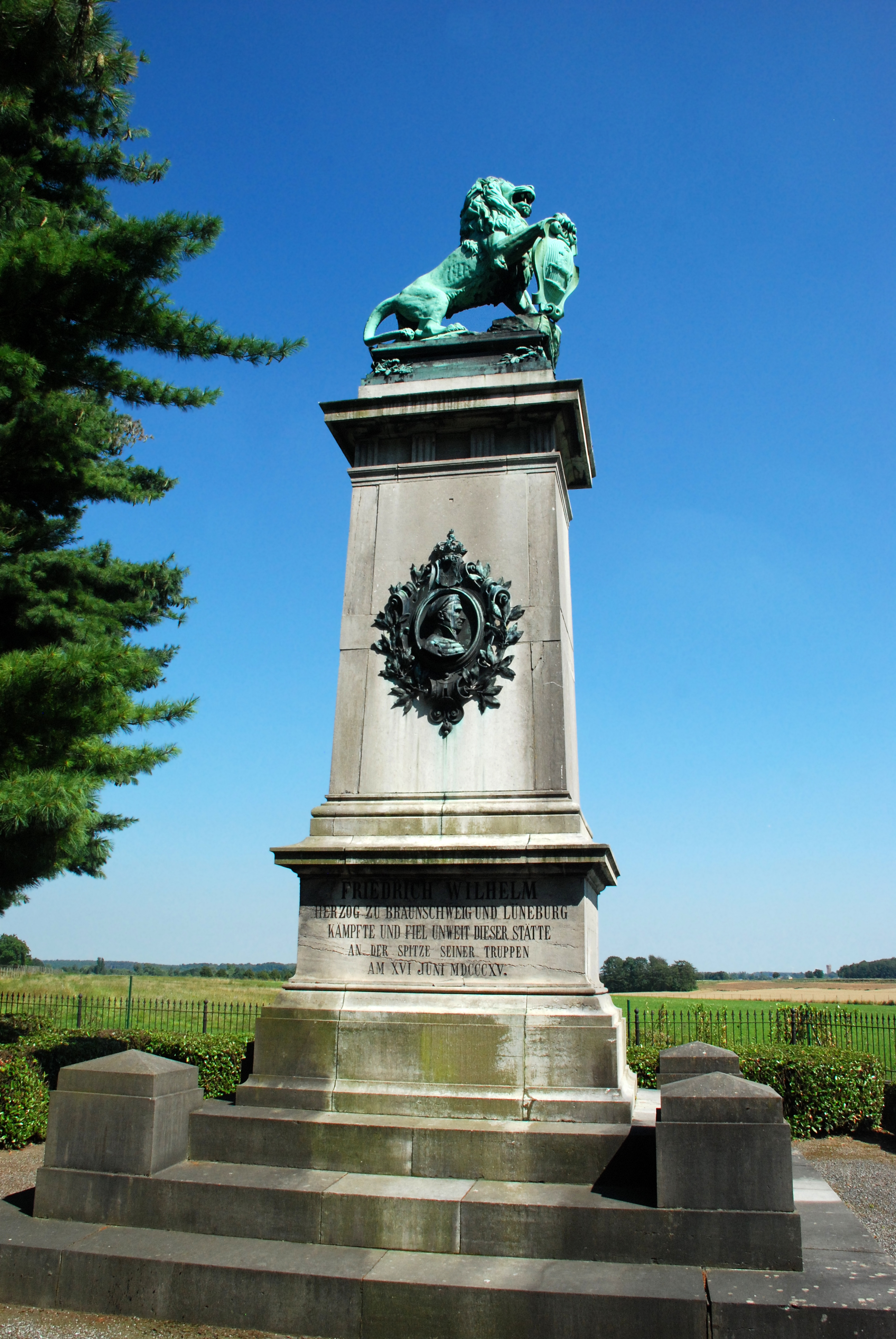
Denkmal der Braunschweigischen Truppen für ihren in der Schlacht gefallenen Herzog Friedrich Wilhelm.

Während die französischen Truppen nahezu 4.000 Mann an Ausfällen verzeichnen mussten, betrug diese Zahl bei der Anglo-Alliierten Armee 4.800, wobei Wenzlik in seinem Buch Ausfälle bis zu 6.000 Mann errechnet.
Zwar ist Quatre-Bras als taktischer britischer Sieg anzusehen, da das Schlachtfeld behauptet wurde. Strategisch konnten die französischen Truppen vor Quatre Bras einen Weitermarsch dieser Truppen nach Ligny zur Unterstützung der dort kämpfenden preußischen Truppen verhindern. Damit wurden beide Armeen getrennt angegriffen. Die eigenwillige Befehlsführung von Marschall Ney verhinderte aber auch einen größeren Erfolg in der Schlacht von Ligny, da das I. Korps der französischen Nordarmee den 16. Juni auf dem Marsch von einem Schlachtfeld zum anderen verbrachte. Dies ist eine Situation, wie sie in der Schlacht bei Jena und Auerstedt eingetreten war, als das I. französische Korps zwischen Jena und Auerstedt hin- und hermarschierte und damit nutzlos war. Hätte Neys I. Korps – wie von Napoleon beabsichtigt – bei Ligny eingreifen können, wäre die Niederlage der Preußen bei Ligny deutlicher ausgefallen, was möglicherweise zu einem anderen Feldzugsverlauf 1815 geführt hätte.